# Yéti et Compagnie
Pour plus de détails, voir Fiche technique et Distribution.
Yéti et Compagnie (Smallfoot), ou Les Abominables petits-pieds au Québec, est un film d'animation américain réalisé par Karey Kirkpatrick et Jason A. Reisig et sorti en 2018.

## Synopsis
Au sommet de l'Himalaya où vivent les yétis, Migo, le fils du sonneur de gong, tout comme son père et les membres de sa communauté, respecte les lois des anciennes pierres qui régissent la vie des yétis. Quand il assiste à un accident d'avion et découvre pour la première fois un humain, sa vie va en être bouleversée. Mais n'ayant aucune preuve à montrer, il est banni de son village. Déterminé à prouver à ses congénères la véracité de ses propos et afin d'attirer l'attention de celle qu'il aime secrètement, Migo se met en quête avec d'autres alliés afin de retrouver un humain et de le montrer. Durant son expédition, il rencontre un humain, Percy, auteur de films documentaires animaliers…

## Fiche technique
- Titre français : Yéti et Compagnie
- Titre québécois : Les Abominables petits-pieds
- Titre original : Smallfoot
- Réalisation : Karey Kirkpatrick et Jason A. Reisig
- Scénario : Karey Kirkpatrick, Clare Sera, John Requa et Glenn Ficarra, d'après l'œuvre de Sergio Pablos
- Musique : Heitor Pereira
- Storyboard : Teddy Newton
- Animation : Daniel Pozo, Sigurdur Orri Thorhannesson, John Vassallo et Kevin Webb
- Montage : Peter Ettinger
- Production : Bonne Radford, Glenn Ficarra, John Requa et Jason A. Reisig
  - Production déléguée : Jared Stern, Nicholas Stoller, Phil Lord, Chris Miller, Sergio Pablos, Karey Kirkpatrick et Allison Abbate
- Société de production : Warner Animation Group
- Société de distribution : Warner Bros. Pictures
- Pays de production :  États-Unis
- Langue originale : anglais
- Budget : 80 millions $[1]
- Genre : animation, comédie
- Durée : 97 minutes
- Dates de sortie :
  - Australie : 20 septembre 2018
  - Canada et États-Unis : 28 septembre 2018
  - France : 17 octobre 2018

## Distribution

### Voix originales
- Channing Tatum : Migo
- James Corden : Percy Patterson
- Michael Cera (non crédité) : Migo et Percy Patterson (voix chantée)
- Zendaya : Meechee
- Common : Stonekeeper
- LeBron James : Gwangi
- Danny DeVito : Dorgle
- Gina Rodriguez : Kolka
- Yara Shahidi : Brenda
- Ely Henry : Fleem
- Patricia Heaton : Mama Bear (version américaine)
- Emma Bunton : Mama Bear (version britannique)
- Adam DeVine : Garry
- Jack Quaid : le pilote
- Sarah Baker : la mère de Soozie
- Jimmy Tatro : Thorp

Galerie photo des acteurs
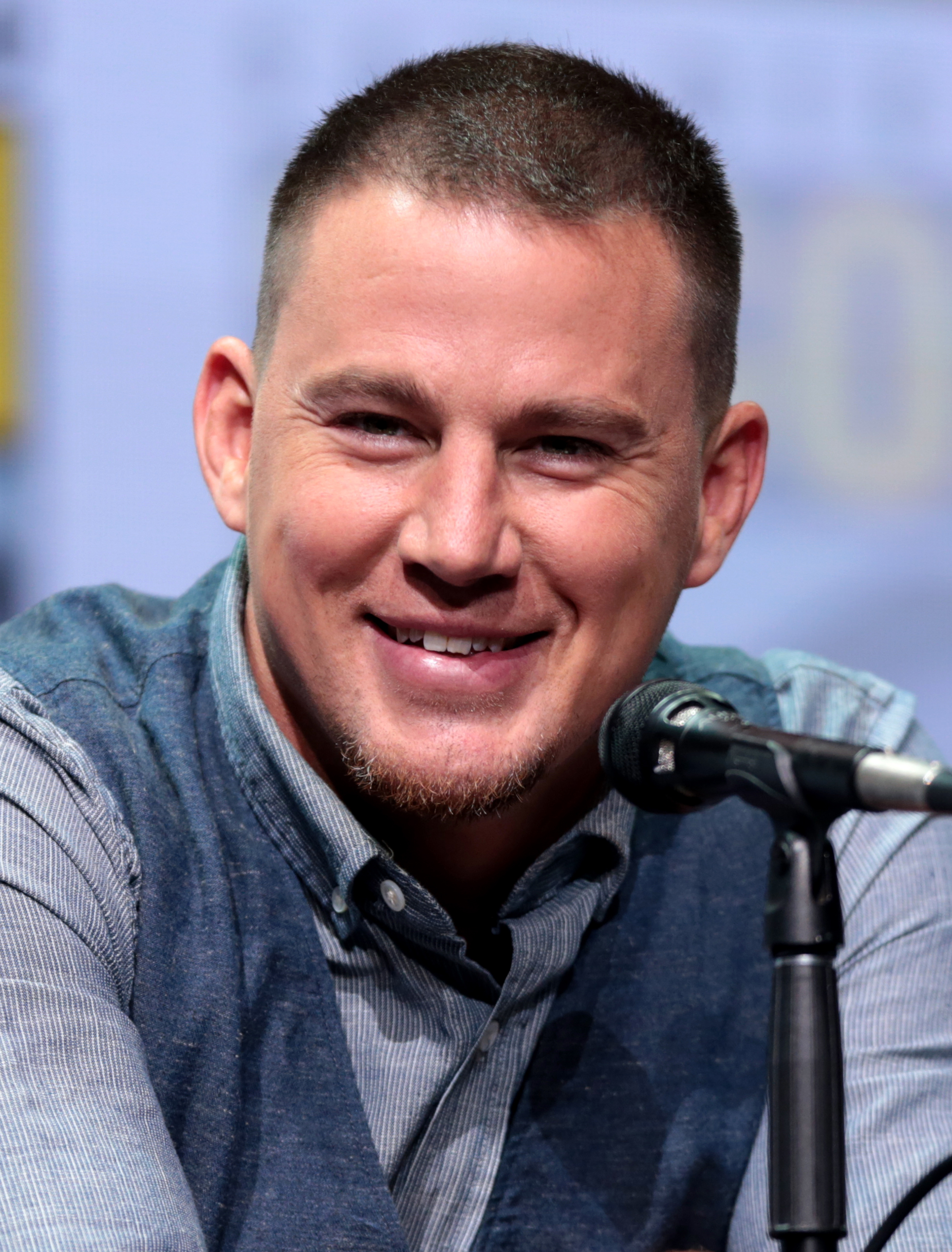
Channing Tatum
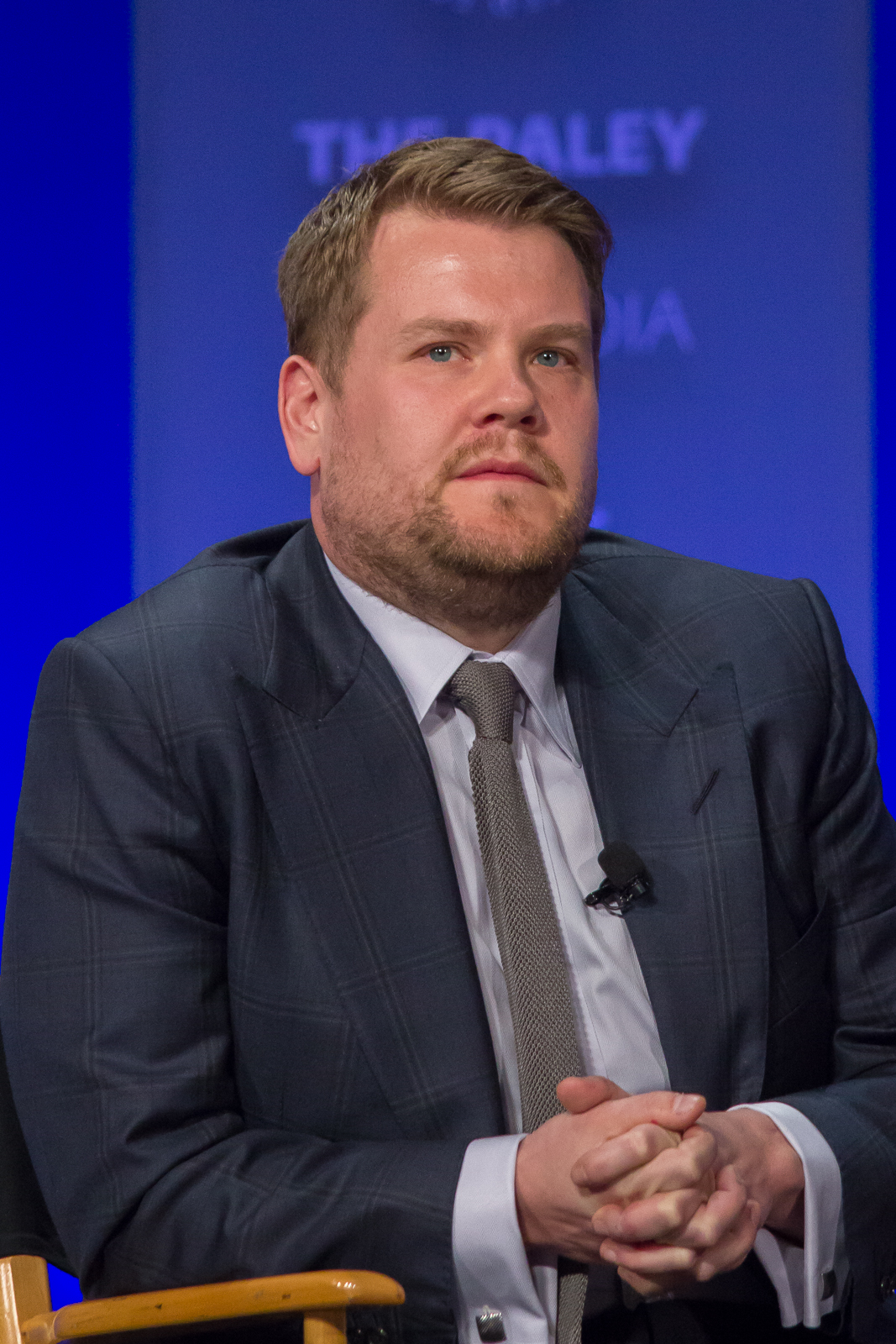
James Corden
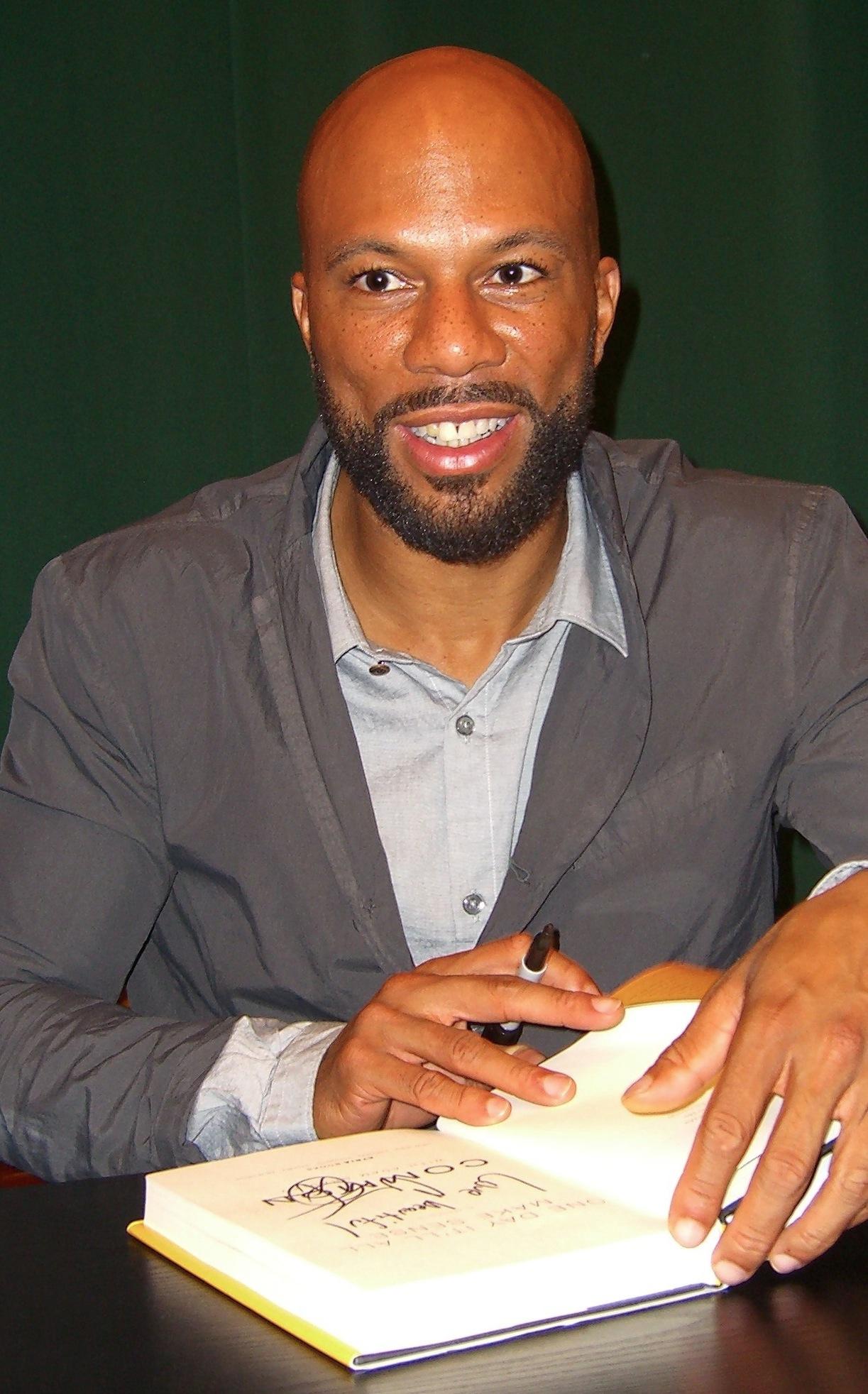
Common
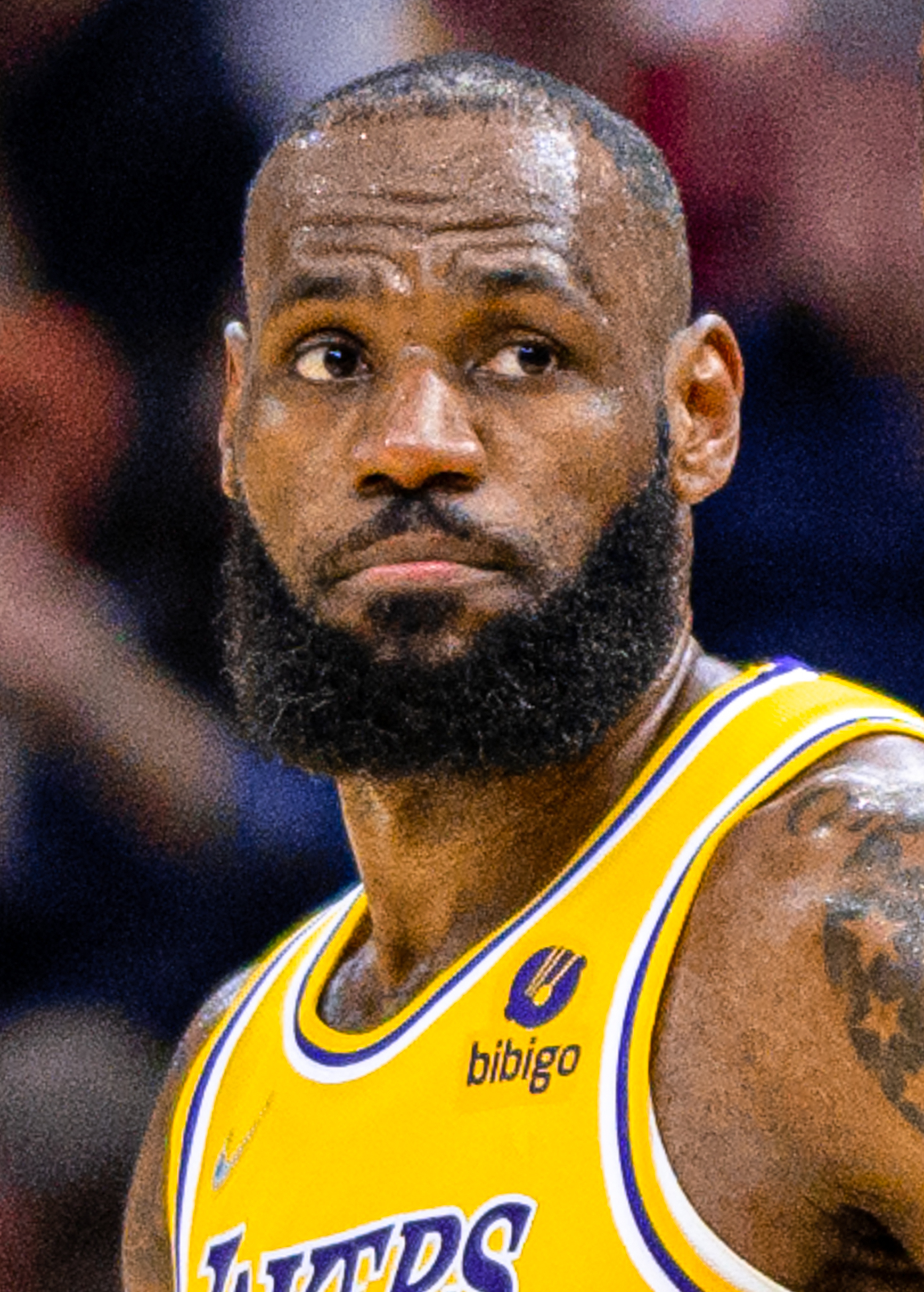
LeBron James
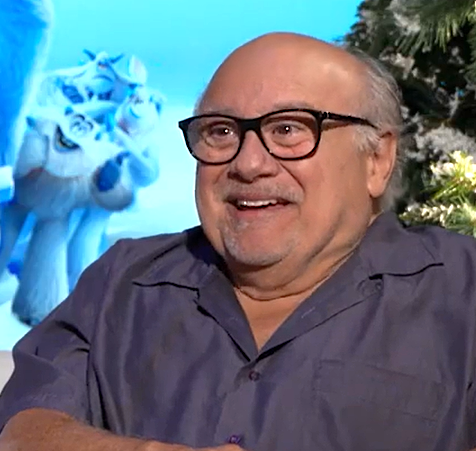
Danny DeVito
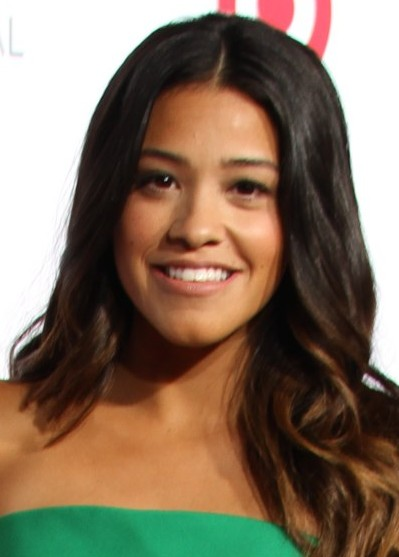
Gina Rodriguez

### Voix françaises
- Marc Arnaud : Migo
- Emmanuel Dahl : Migo (chant)
- Julien Doré : Percy Patterson
- Amel Bent : Meechee
- Oxmo Puccino : le gardien des pierres
- Mohad Sanou : Gwangi
- Gérard Darier : Dorgle
- Aurélie Konaté : Kolka
- Youna Noiret : Brenda
- Emmanuel Rausenberger : Fleem
- Raphaël Cohen : Thorp
- Barbara Tissier : la maman ours
- Michaël Gregorio : Garry
- Emmanuel Curtil : Pilote
- Pierre Tessier : Elvis

### Voix québécoises
- Frédérik Zacharek : Migo
- Martin Watier : Percy Patterson (dialogue)
  - Patrick Olafson Hénault : Percy Patterson (chant)
- Bruno Marcil : Le gardien de pierre
- Geneviève Bédard : Meechee (dialogue)
  - Éléonore Lagacé : Meechee (chant)
- Fayolle Jean Jr. : Gwangi
- Manuel Tadros : Dorgie
- Marie-Ève Sansfaçon : Kolka
- Marie-Laurence Boulet : Brenda
- Olivier Visentin : Fleem
- Pierre-Étienne Rouillard : Thorp

## Sortie et accueil

### Accueil critique
En France, l'accueil de la presse est positif : le site AlloCiné lui attribue une moyenne de 3,6/5 à partir de l'interprétation de quatorze critiques.

### Box-office
- Mondial : 213 328 855 $[3]
  - dont  États-Unis : 82 428 855 $[3]
- France : 1 796 100 entrées[4],[5]